# Algeti
L'Alghuèti o Algeti és un riu de Geòrgia.
El 1598 els georgians van iniciar la guerra contra els turcs i van atacar Gori, que fou capturada. Tblisi estava amenaçada i el sultà otomà va enviar un exèrcit que va acampar al riu Alghuèthi, prop de Nakhiduri. Els georgians van presentar combat i van ser derrotats; el rei de Kartli fou capturat i enviat a Istanbul carregat de cadenes.